# Gracze (Niemodlin)

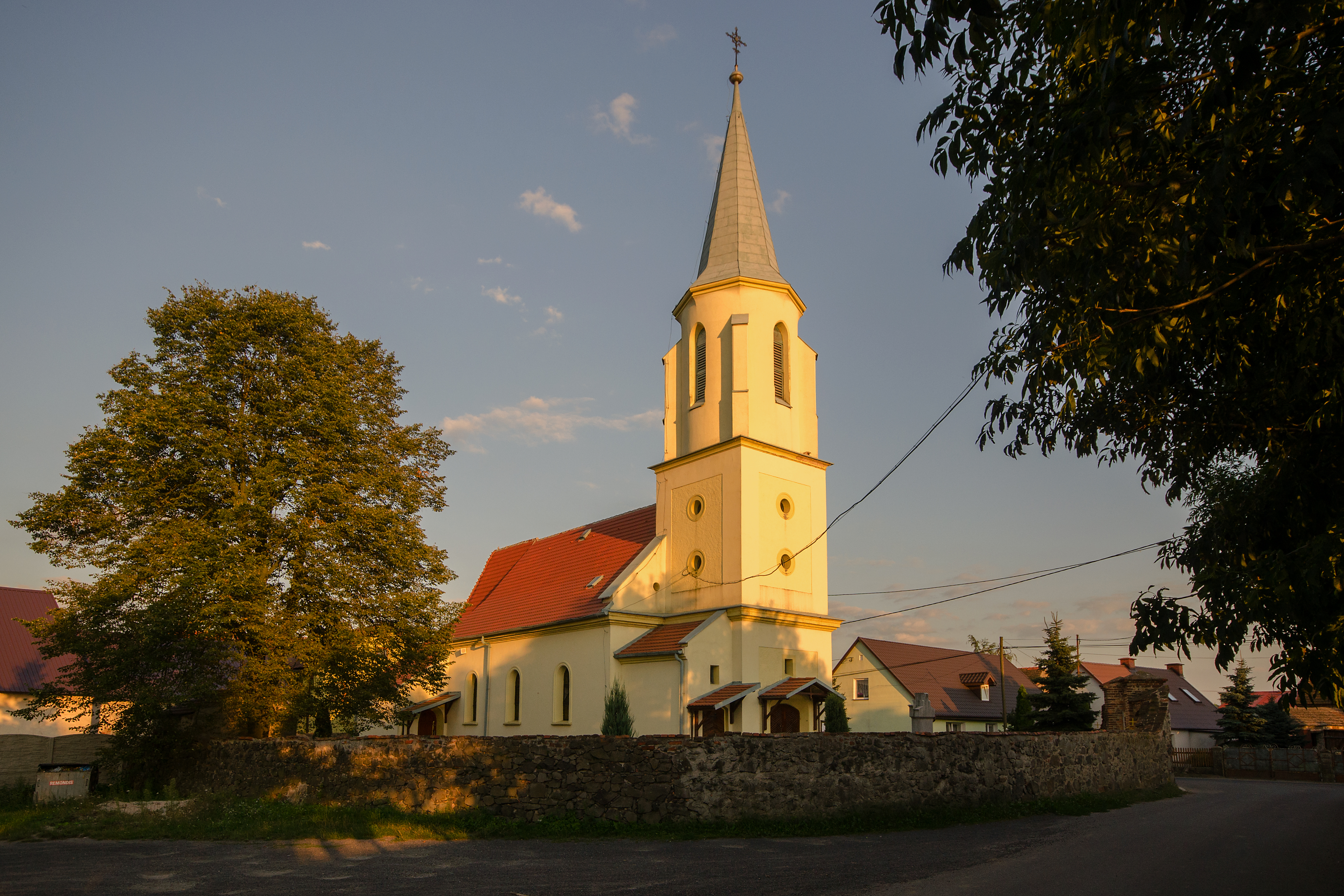
Dreifaltigkeitskirche

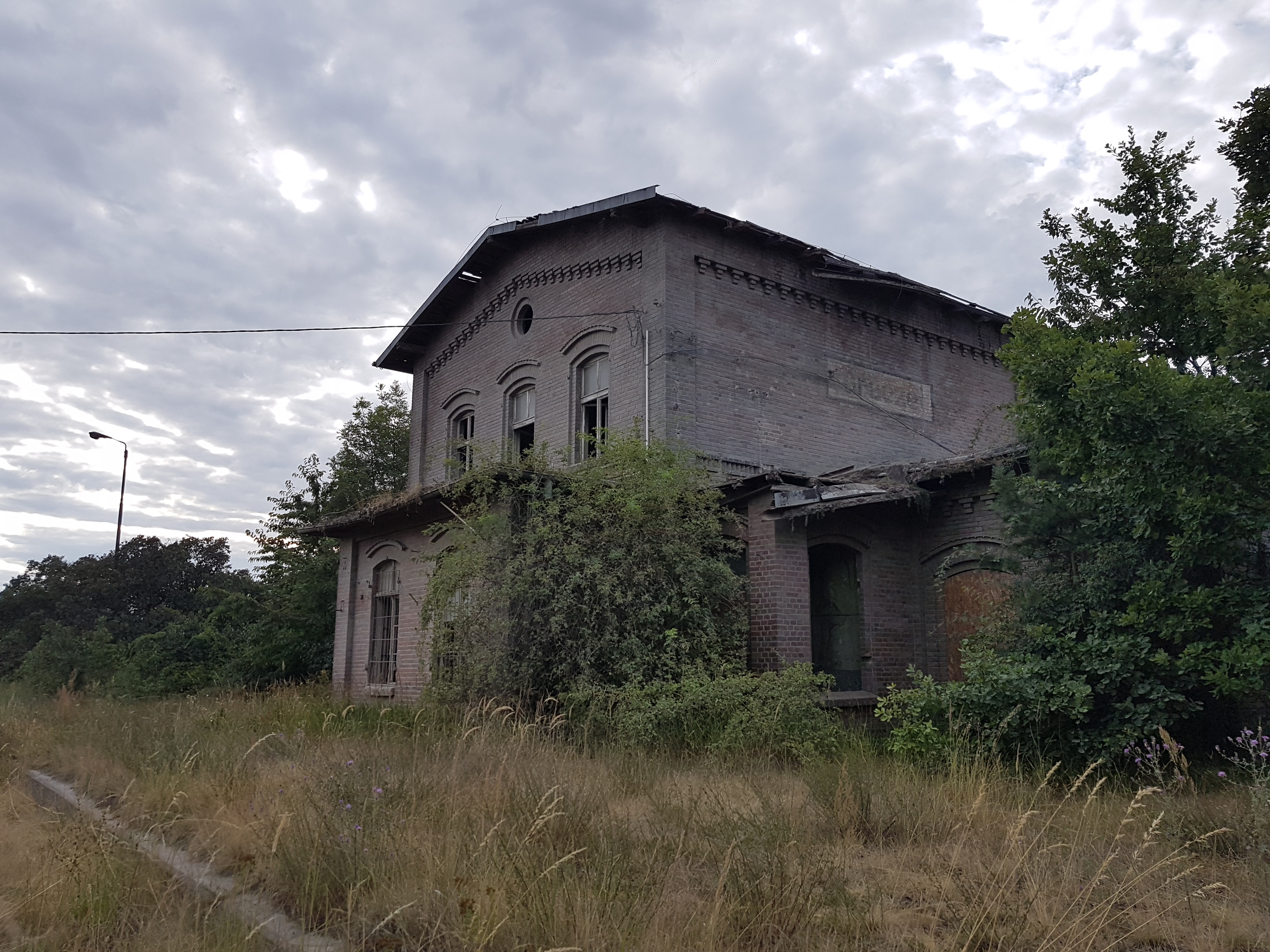
Ehemaliges Empfangsgebäude des Bahnhofs Graase

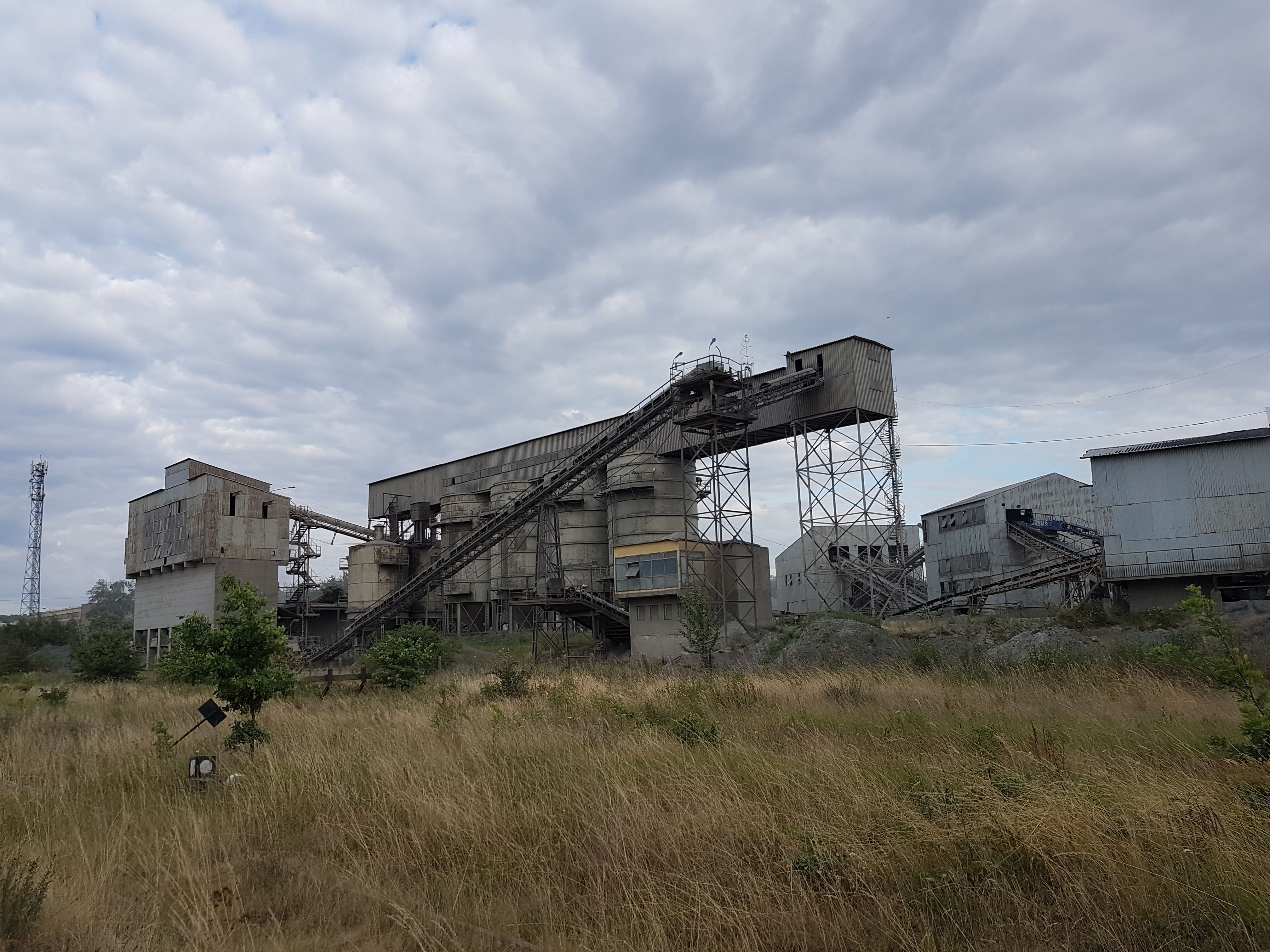
Basalt-Tagebau

Gracze (deutsch: Graase, auch Grase) ist ein Dorf in der Landgemeinde Niemodlin im Powiat Opolski, der Woiwodschaft Opole in Polen.

## Geographie
Gracze liegt in der Schlesischen Tiefebene, etwa zehn Kilometer nordwestlich von  Niemodlin (Falkenberg) und etwa 33 Kilometer westlich von Opole in Polen. Südlich befindet sich ein Basalt-Tagebau.
Nachbarorte sind im Osten Magnuszowice (Groß Mangersdorf), im Südosten Molestowice (Mullwitz), im Süden Góra (Guhrau), im Südwesten Rutki (Rautke), im Westen Radoszowice (Raschwitz) und im Norden Sarny Wielkie (Groß Sarne).

## Geschichte
Die katholische Kirche in Graase wird erstmals im Jahr 1376 erwähnt. Das Dorf wurde wohl schon im 13. Jahrhundert deutschrechtlich gegründet. 1447 wird die Pfarrei Graase erstmals erwähnt. 1534 erfolgt eine Erwähnung des Ortes als Grasz.
Im Dreißigjährigen Krieg wurde das Dorf geplündert und teils niedergebrannt.
Nach dem Ersten Schlesischen Krieg 1742 fiel Graase mit dem größten Teil Schlesiens an Preußen. 1744 wurden eine hölzerne evangelische Kirche sowie eine evangelische Schule im Ort erbaut. Am 9. Oktober 1793 brannte dieser Holzbau ab. Daraufhin wurde ein neues steinernes protestantisches Gotteshaus erbaut, welches am ersten Adventswochenende 1795 geweiht wurde.
Nach der Neuorganisation der Provinz Schlesien gehörte die Landgemeinde Graase ab 1816 zum Landkreis Falkenberg O.S. im Regierungsbezirk Oppeln. 
1845 bestanden im Ort eine evangelische Kirche, eine evangelische Schule, ein Vorwerk, eine katholische Kapelle, eine katholische Schule, ein Schankhaus sowie 99 Häuser. Im gleichen Jahr lebten 654 Menschen in Graase, davon 80 katholisch.
1855 lebten 310 Menschen im Ort. 1865 zählte das Dorf ein Schulzenhof, 25 Bauern-, 19 Gärtner- und 20 Häuslerstellen. Die zweiklassige Schule wurde im gleichen Jahr von 171 Schülern besucht, die katholische einklassige Schule wiederum von 90 Kindern. 1874 wurde der Amtsbezirk Graase gegründet, welcher aus den Landgemeinden Graase, Groß Mangersdorf, Groß Sarne, Klein Mangersdorf, Raschwitz und Rautke und den Gutsbezirken Graase, Groß Sarne, Klein Mangersdorf, Raschwitz und Rautke bestand. Erster Amtsvorsteher war der Rittergutsbesitzer Graf Praschma. 1885 zählte Graase 587 Einwohner. 1888 erhielt Graase einen Anschluss an das oberschlesische Eisenbahnnetz entlang der Staatsbahnlinie Schiedlow – Deutsch-Leippe.
1932 wurden in Graase 60 Voll- und Kleinsiedlerstellen gegründet. Hierfür wurden 225 Hektar Waldfläche gerodet. Die Siedler stammten größtenteils aus Westfalen. 1933 lebten in Graase 916 Menschen. Im Jahr 1939 zählte das Dorf 1.022 Einwohner. Bis Kriegsende 1945 gehörte der Ort zum Landkreis Falkenberg O.S.
Am 4. und 5. Februar begann die Flucht der Dorfbevölkerung. Kurz darauf wurde das Dorf von der Roten Armee eingenommen und kurz danach die Region von der Sowjetunion unter polnische Verwaltung gestellt. Graase wurde in Gracze umbenannt und der Gmina Grabin angeschlossen. Es begann die Zuwanderung polnischer Bevölkerung. Nach Kriegsende kehrte ein Teil der geflüchteten deutschen Bevölkerung nach Graase zurück, wurde jedoch am 21. Juni 1946 von der örtlichen polnischen Verwaltungsbehörde  vertrieben.
Die im Krieg beschädigte evangelische Kirche wurde nach 1945 abgerissen. 1950 kam der Ort zur Woiwodschaft Oppeln. Auf der Bahnstrecke zwischen Gracze und Szydłów wurde 1996 der Personenverkehr eingestellt. 1999 kam der Ort als Teil der Gmina Niemodlin zum wiedergegründeten Powiat Opolski.

## Sehenswürdigkeiten
- Die röm.-kath. Dreifaltigkeitskirche (poln. Kościół Trójcy Świętej) wurde 1376 erstmals erwähnt. Der heutige Bau stammt aus dem Jahr 1696 und wurde 1824 umgebaut. Seit 1959 ist das Kirchengebäude denkmalgeschützt.[10]
- Ehemaliges Empfangsgebäude des Bahnhofs Graase

## Vereine
- Sportverein Skalnik Gracze
- Freiwillige Feuerwehr OSP Gracze

## Verkehr
Am Ort verläuft die Landesstraße 46. Nördlich des Dorfs  verläuft die Autobahn 4. 
Der Ort lag an der heute stillgelegten Bahnstrecke Szydłów–Lipowa Śląska.